# Order Świętych Cyryla i Metodego
Order Świętych Cyryla i Metodego (bułg. Орден Св. св. Кирил и Методий) – bułgarskie wysokie odznaczenie państwowe, ustanowione w 1909.
Nie należy go mylić z katolickim orderem o tej samej nazwie, założonym przez delegata apostolskiego i arcybiskupa Sofii-Płowdiw Roberto Menini w 1906 i nadawanym za dobroczynność i  z przyznawanym przez  arcybiskupa prawosławnej diecezji białostocko- gdańskiej  orderem św. św. Braci Cyryla i Metodego.

## Historia

### Carstwo (Królestwo) Bułgarii
Order, którego patronami byli święci Cyryl i Metody, został ustanowiony 18 maja 1909 przez cara Bułgarów Ferdynanda I Koburga, ku czci misjonarzy Słowian, których imię nosi, oraz na pamiątkę ogłoszenia Bułgarii królestwem i całkowitego uniezależnienia się kraju od Imperium Osmańskiego. W Królestwie Bułgarii (do 1946) było to najwyższe odznaczenie państwowe bez podziału na klasy, nadawane na wielkiej wstędze lub łańcuchu, którego wielkim mistrzem był aktualnie panujący władca. Był on przyznawany jedynie głowom państw i najwyższym dostojnikom państwowym, zarówno Bułgarom, jak i cudzoziemcom, za wybitne zasługi oddane ludzkości. Liczba bułgarskich kawalerów orderu królewskiego nie mogła przekroczyć 15 osób, ale w sumie odznaczono nim jedynie sześciu Bułgarów poza osobami z rodziny królewskiej.
1 lutego 1946 rozstrzelano wszystkich trzech członków rady regencyjnej, księcia Cyryla Koburga, premiera Bogdana Fiłowa i generała Nikołę Michowa, pod pretekstem kolaboracji z nazistowskimi Niemcami, a 16 września 1946 wygnano nieletniego króla Symeona II Koburga (wraz z matką Joanną Sabaudzką i ciotką Eudoksją Koburg), który jako wielki mistrz i suweren wszystkich bułgarskich orderów zachował jako ordery domowe trzy z nich, „śś. Cyryla i Metodego”, „św. Aleksandra” i „Czerwonego Krzyża”, które pozostały nimi do czasów współczesnych.

### Ludowa Republika Bułgarii
W okresie dyktatury komunistycznej Ludowej Republiki Bułgarii nadawano odznaczenie o podobnej nazwie (usunięto z niej słowo „Święci”), jednak w zupełnie innym kształcie (jako medal), podzielone na trzy klasy (właściwie stopnie) i przeznaczono dla bułgarskich i zagranicznych obywateli, za wybitne osiągnięcia w dziedzinach nauki, edukacji i kultury. Był on częścią nowego systemu orderowo-odznaczeniowego ustanowionego w 1950, który zniósł wszystkie poprzednie bułgarskie odznaczenia (oprócz zreformowanych orderów „Cyryla i Metodego” i „za Waleczność”). Do 1981 został on przyznany 37 065 razy. Zniesiony 21 marca 1991.

### Republika Bułgarii
Jako odznaczenie dynastyczne order oficjalnie przestał być nadawany kiedy były król Symeon II został w 2001 ósmym premierem Republiki Bułgarii, a order 13 czerwca 2003 został odnowiony w Republice Bułgarii jako drugie w kolejności starszeństwa odznaczenie państwowe (po Orderze Stara Płanina, a przed równorzędnymi orderami Zasługi Cywilnej, Zasługi Wojskowej i Jeźdźca z Madary). Odtąd nadawany jest przez prezydenta Bułgarii i podzielony na trzy klasy (podobnie jak order z czasów komunistycznych):
- Łańcuch (składa się ze złotej odznaki wieszanej na łańcuchu orderowym i gwiazdy orderowej),
- I Klasa (odznaka złota wieszana na trójkątnej wstążce z rozetką),
- II Klasa (odznaka srebrna wieszana na trójkątnej wstążce bez rozetki)[12][11].

Przeznaczony jest (podobnie jak order z czasów komunistycznych) dla bułgarskich i zagranicznych obywateli, którzy wnieśli znaczący wkład w rozwój kultury, sztuki, edukacji i nauki.

## Opis odznaki

### Wersja królewska
Odznaką orderu jest błękitny emaliowany złoty krzyż trójlistny, pomiędzy którego ramionami znajdują się płomienie z czerwonej emalii, a na nich złota lilia heraldyczna. Pośrodku krzyża widnieje okrągły medalion z portretem świętych Cyryla i Metodego na szafirowym tle. Dookoła napis w języku łacińskim: EX ORIENTE LUX (Światło ze wschodu). Rewers odznaki przedstawia ukoronowany monogram fundatora orderu Ferdynanda I i łaciński napis: XVIII MAJUS MDCCCCIX (18 maja 1909).
Gwiazda orderowa to złoty krzyż maltański, pomiędzy którego ramionami znajdują się płomienie z czerwonej emalii, a na nich srebrna lilia heraldyczna. Pośrodku gwiazdy znajduje się głowa serafina w naturalnych barwach otoczona sześcioma skrzydłami z czerwonej emalii. Wstęga orderowa ma kolor pomarańczowy w odcieniu jasnoczerwonym.
Istnieje także sporo drobnych różnic kolorystycznych i graficznych pomiędzy poszczególnymi odznakami i gwiazdami orderu wytwarzanymi na przestrzeni ostatniego stulecia.

### Wersja republikańska
Order w wersji prezydenckiej różni się kilkoma detalami od orderu królewskiego, m.in. nie posiada lilii heraldycznych na płomieniach pomiędzy ramionami krzyża, a na rewersie w miejscu monogramu Ferdynanda I widnieje przepaska w kolorach narodowych Bułgarii. Napisy na awersie i rewersie orderu prezydenckiego są w języku bułgarskim: „Св.Св. Кирил и Методий/Република България” (Św. Cyryl i Metody/Republika Bułgarii).

## Odznaczeni
Wśród odznaczonych królewskim Orderem Świętych Cyryla i Metodego znaleźli się m.in. Bułgarzy:
- car Ferdynand I Koburg
- car Borys III Koburg
- car Symeon II Koburg
- książę Cyryl Koburg
- premier Iwan Geszow
- premier Wasił Radosławow
- pisarz Iwan Wazow
- egzarcha Józef (Łazar Jowczew)
- metropolita Symeon (Odisej Nikołow Popow)
- generał Danaił Nikołaew

oraz głowy państw zagranicznych:
- cesarz Austrii Franciszek Józef I Habsburg
- cesarz Austrii Karol I Habsburg
- cesarz Niemiec Wilhelm II Hohenzollern
- cesarz Rosji Mikołaj II Romanow
- król Belgów Albert I Koburg
- król Hiszpanii Jan Karol I Burbon
- król Jugosławii Aleksander I Karadziordziewić
- król Rumunii Karol I Hohenzollern
- król Wielkiej Brytanii Jerzy VI Windsor
- król Włoch Wiktor Emanuel III Sabaudzki
- prezydent Polski Ignacy Mościcki